# Wilhelm Heinrich Riehl

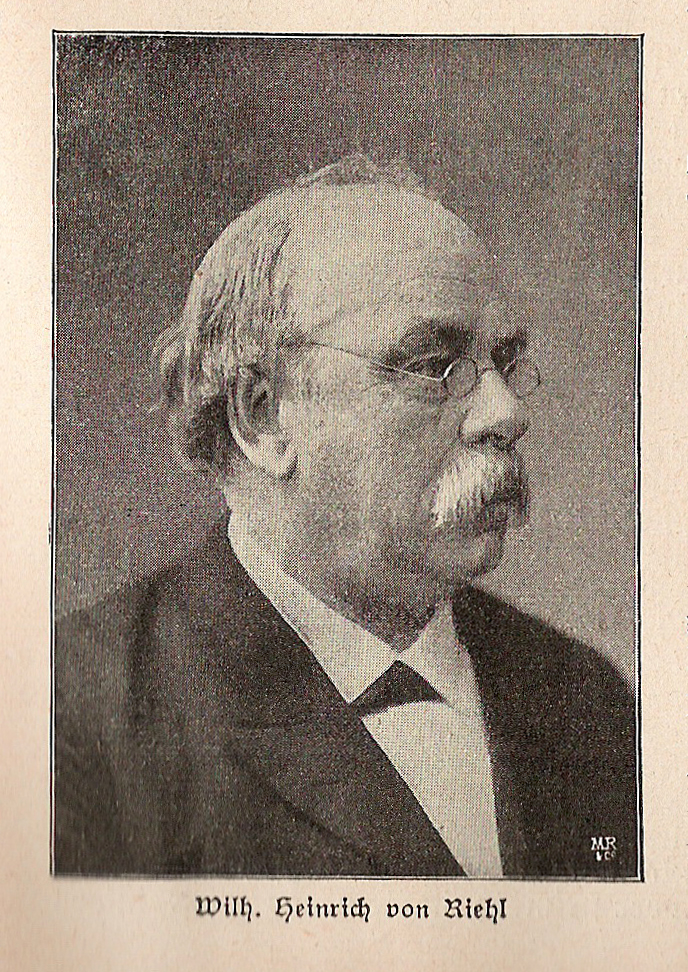
Wilhelm Heinrich Riehl

Wilhelm Riehl (1823-1897) was een Duits journalist, auteur en volkskundige. Hij is het best bekend vanwege zijn werk "Natürliche Geschichte des Volkes" (Natuurlijke geschiedenis van het volk), dat in 1853 werd gepubliceerd. In dit werk probeerde Riehl de unieke kenmerken van de Duitse cultuur en samenleving te beschrijven, waarbij hij elementen uit de Duitse folklore, geschiedenis en literatuur gebruikte. Riehl wordt vaak beschouwd als een van de oprichters van de Duitse volkskunde.
Riehl wordt ook vaak beschouwd als een geograaf, omdat hij in zijn werk de nadruk legde op de relatie tussen de mens en zijn omgeving. Riehl geloofde dat de geografie een belangrijke rol speelt in de ontwikkeling van een cultuur en dat de cultuur van een volk onlosmakelijk verbonden is met de geografische omstandigheden waarin het leeft. Hij beschreef de Duitse landschappen en regio's in zijn werk en analyseerde hoe deze de Duitse cultuur en samenleving beïnvloedden.
Riehls benadering van de geografie was uniek voor zijn tijd, omdat hij het beschouwde als een interdisciplinaire wetenschap die nauw verbonden is met geschiedenis, literatuur, folklore en sociologie. Riehls werk heeft geleid tot een grotere waardering van de relatie tussen de mens en zijn omgeving in de geografische wetenschappen en heeft bijgedragen aan de ontwikkeling van de culturele geografie als een belangrijk onderdeel van de geografische wetenschappen.

## Belangrijke werken
Een van de bekendste boeken van Wilhelm Riehl is "Bauern und Bauerntum" (Boeren en boerenstand), gepubliceerd in 1855. Dit boek beschrijft de situatie van de boeren in Duitsland in de 19e eeuw en analyseert hoe hun levensomstandigheden hun cultuur en samenleving hebben beïnvloed. Het boek wordt vaak gezien als een klassiek werk in de Duitse volkskunde. Een ander belangrijk boek van Riehl is "Die bürgerliche Gesellschaft," (Middenklasse-samenleving), gepubliceerd in 1868. Dit boek beschrijft de groeiende middenklasse in Duitsland en hoe deze groep invloed heeft op de Duitse cultuur en samenleving. Riehl beschreef de middenklasse als een belangrijke kracht die de Duitse economie en politiek beïnvloedt, en als een groep die de Duitse cultuur zou moderniseren. Een ander bekend boek van Wilhelm Riehl is "Die Familie" (De Familie), gepubliceerd in 1892. Dit boek beschrijft de rol van de familie in de Duitse cultuur en samenleving en hoe deze veranderde in de loop van de 19e eeuw. Riehl analyseerde hoe de veranderde economische en sociale omstandigheden de familiebanden beïnvloedden en hoe de familie in de toekomst zou evolueren.
Riehl heeft ook andere boeken geschreven zoals "Naturgeschichte des Volkes" (Natuurlijke geschiedenis van het volk), "Das deutsche Bauerthum" (De Duitse boerenstand) en "Die deutsche Landschaft" (Het Duitse landschap).

## Externe websites
- Der vereinzelte Großstädter